# Риден (Кауфбојрен)
Риден (њем. Rieden) општина је у њемачкој савезној држави Баварска. Једно је од 45 општинских средишта округа Осталгој. Према процјени из 2010. у општини је живјело 1.302 становника. Посједује регионалну шифру (AGS) 9777164.

## Географски и демографски подаци
Риден се налази у савезној држави Баварска у округу Осталгој. Општина се налази на надморској висини од 659 метара. Површина општине износи 8,4 km². У самом мјесту је, према процјени из 2010. године, живјело 1.302 становника. Просјечна густина становништва износи 155 становника/km².